# United Freedom Front
A United Freedom Front (UFF) foi uma organização terrorista comunista americana ativa entre os anos 1970 e 1980. Entre 1975 e 1984, a UFF realizou pelo menos 20 bombardeios e nove assaltos a banco no nordeste dos Estados Unidos contra tribunais, edifícios corporativos e instalações militares.  Seus membros ficaram conhecidos como Ohio 7 quando foram levados a julgamento.

## Atividades
O grupo foi fundado em 1975 com o nome de Sam Melville / Jonathan Jackson Unit, mas mudaria de nome no mesmo ano. O líder da organização seria Raymond Luc Levassseur.
Uma de suas primeiras ações seria detonar uma bomba na Massachusetts State House. A UFF costumava enviar avisos para evitar vítimas, mas 22 pessoas ficaram feridas em um atentado a bomba em 1976 no Tribunal do Condado de Suffolk, em Boston. O grupo se tornaria mais ativo durante a década de 1980.
Com o passar do tempo, os membros da organização foram capturados, embora, como Guss apontasse sobre a UFF, ela era "o mais duradouro de todos os grupos terroristas da Nova Esquerda da época", evitando a captura por quase uma década